# 利基萨区

利基薩区是東帝汶的一個区，位於該國西北部，北臨薩武海。面積543平方公里，人口55,058人。首府利基萨。
下分三县。